# کتک (اندیکا)
کُتُک، روستایی از توابع شهرستان اندیکا در استان خوزستان ایران است.
این روستا قدمت ۱۰۰۰ ساله دارد و مردم این روستا به شغل دامداری، کشاورزی و باغداری مشغول هستند.
روستای کتک در دهستان للر و کتک قرار دارد
دهستان للر و کتک شامل چندین روستا می‌باشد که ساکنین چند روستای آن در منطقه کتک است.
روستای کتک بزرگ، شامل روستاهای، کَبکِ محمّد رضا، دَشتی حسین آقا، اِستَک، چال دیره بزرگ، چَل هرو قباد، کتک سوخته، ابوالفارس، آبکبود سُفلی، آبکبود وسطی، هاری، دره شیرون، پمبلی، کیدی، چالِ راک، لالورد، تنگاف، گندمکار می‌باشد.

## جمعیت
این روستا در دهستان کتک قرار دارد و براساس سرشماری مرکز آمار ایران د. سال ۱۳۸۵، جمعیت آن ۶۳۸ نفر (۱۱۰خانوار) بوده است.

## مکان‌های تاریخی
در این منطقه مکانهای تاریخی وجود دارد که در فهرست آثار ملی قرار گرفته‌اند، اولین اثر بردگوری‌های باغات کتک در ۲ کیلومتری شمال غربی روستای کتک، در دامنه کوه کینو قرار دارد و این اثر در تاریخ ۲۶ اسفند ۱۳۸۷ با شمارهٔ ثبت ۲۵۹۹۵ به‌عنوان یکی از آثار ملی ایران به ثبت رسیده است. دومین اثر ثبت شده در این منطقه، محوطه چنگا مربوط به سده‌های میانه دوران‌های تاریخی پس از اسلام و در ۱/۵ کیلومتری شمال غرب روستای کتک بزرگ قرار دارد و این اثر در تاریخ ۲۶ اسفند ۱۳۸۷ با شمارهٔ ثبت ۲۵۹۶۶ به‌عنوان یکی از آثار ملی ایران به ثبت رسیده است. سومین اثر ثبت شده محوطه ده کیدیده (ده کیدی) مربوط به سده‌های اولیه و میانه دوران‌های تاریخی پس از اسلام است و در ۱ کیلومتری جنوب غرب روستای کتک واقع شده و این اثر در تاریخ ۲۶ اسفند ۱۳۸۷ با شمارهٔ ثبت ۲۵۹۹۲ به‌عنوان یکی از آثار ملی ایران به ثبت رسیده است. و محوطه چال دیره مربوط به دوره هخامنشی - سده‌های میانه و متاخر دوران‌های تاریخی پس از اسلام است در ۶ کیلومتری جنوب شرقی روستای کتک واقع شده و این اثر در تاریخ ۲۶ اسفند ۱۳۸۷ با شمارهٔ ثبت ۲۵۹۹۰ به‌عنوان یکی از آثار ملی ایران به ثبت رسیده است. پنجمین اثر محوطه دره شیران در دهستان للر کتک، و در ۶ کیلومتری شمال غربی روستای ده ماه بنی واقع شده و این اثر در تاریخ ۲۵ آبان ۱۳۸۷ با شمارهٔ ثبت ۲۳۷۷۴ به‌عنوان یکی از آثار ملی ایران به ثبت رسیده است.